# 宁波鼓楼
29°52′34.7″N 121°32′32.5″E / 29.876306°N 121.542361°E
宁波鼓楼又名海曙楼，是浙江省宁波市境内的一座古城楼，位于海曙区中山路与公园路口。宁波鼓楼始建于唐长庆元年（821年），为唐明州城子城南城门，是历史上宁波正式设立州治、建立城市的标志，现存建筑建于晚清，城楼上方的西式钟楼则建于民国时期。宁波鼓楼于2011年列入浙江省文物保护单位。城门内侧建有鼓楼步行街，为仿古商业街。

## 历史
宁波鼓楼原为唐代宁波子城的南城门。唐长庆元年（821年），明州迁移州治至三江口时，在今中山广场、鼓楼一带修建官署，并修建周长近1400米的子城，设东、南、西、北四门。吴越国设置明州望海军，南城门楼称望海军楼。北宋改明州奉国军，南城门楼改称奉国军楼。南宋初年，宋高宗为逃避金军追击，曾暂驻奉国军楼。为感念门楼中供奉的张巡、许远等将军保佑，敕封奉国军门楼为“奉国军楼神祠”。
元代初年，门楼和中国其他城楼一样被拆除，至至治元年（1321年）重建，名为明远楼，至元末毁于方国珍起义军。明宣德九年（1434年），城楼由时任太守黄永鼎重建，并在城楼南面题名“四明伟观”，北面题名“声闻于天”。万历十三年（1585年），城楼倾圮，太守蔡贵易重建城楼，并起名“海曙楼”。根据沈一贯《海曙楼记》，楼名来自沧海为曙的典故。至清乾隆四十七年（1782年），鼓楼再度倾倒毁坏，仅有碑刻尚存。咸丰五年（1855年），鄞县县令段光清主持重建鼓楼，形成当下的格局。1917年，宁波警察厅在三楼明间悬挂铜钟用于报警。1930年，鼓楼增设西式自鸣钟一座，承担报时服务。1989年，鼓楼进行大修，2001年更换烟台生产的电子钟，从而不再需要人工敲钟。

## 形制
现存的宁波鼓楼主体为清咸丰年间所建，占地面积700平方米，总高28米。城楼下部为城，高8米，中有城门宽6米，深16米，城东北有台阶可上楼。门楼为五开间三重檐歇山顶建筑，悬挂有现代宁波书法家书写的“海曙楼”、“明远楼”、“四明伟观”、“声闻于天”等匾额。屋脊中部破顶建有瞭望台和警钟台，呈正方形，为钢筋水泥结构。台四面有罗马字表盘时钟，具备报时功能。

## 保护和利用
1981年，宁波鼓楼被列入宁波市文物保护单位。20世纪80年代，宁波鼓楼年久失修，1989年由宁波市政府拨款对鼓楼进行大修，恢复了鼓楼的面貌，同时修复了历代匾额和碑记。此后，鼓楼成为宁波城市发展史陈列馆，并成为书画、摄影等文艺作品的临时展览场所。此后，鼓楼又进行了多次维修，2011年被列入第六批浙江省文物保护单位。

## 相关作品
宋仁宗庆历八年（1048年），王安石在担任鄞县县令时，曾为奉国军楼刻漏作《新刻漏铭》，表达了要和刻漏报时一样勤政的决心。

## 图片

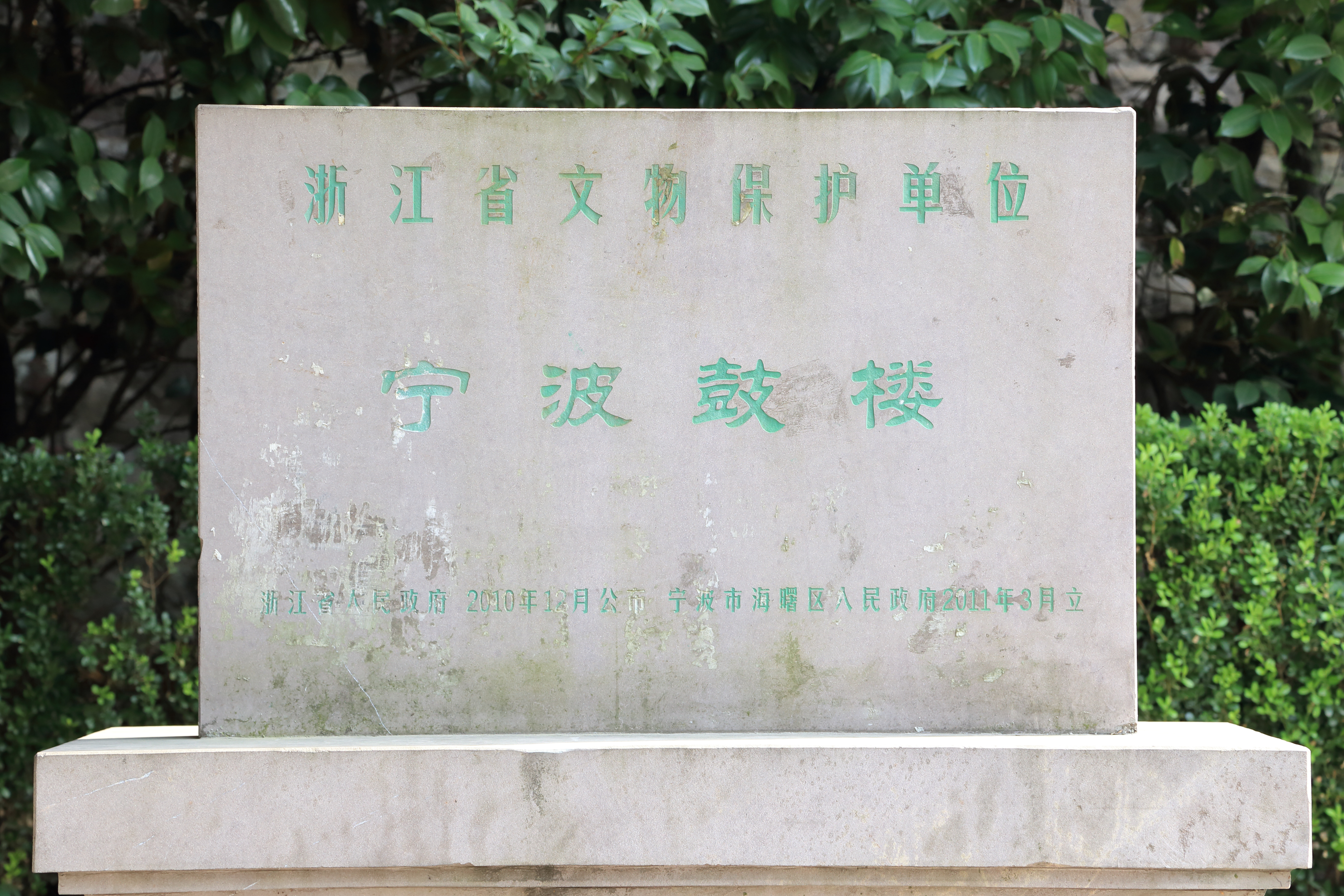
文物保护碑
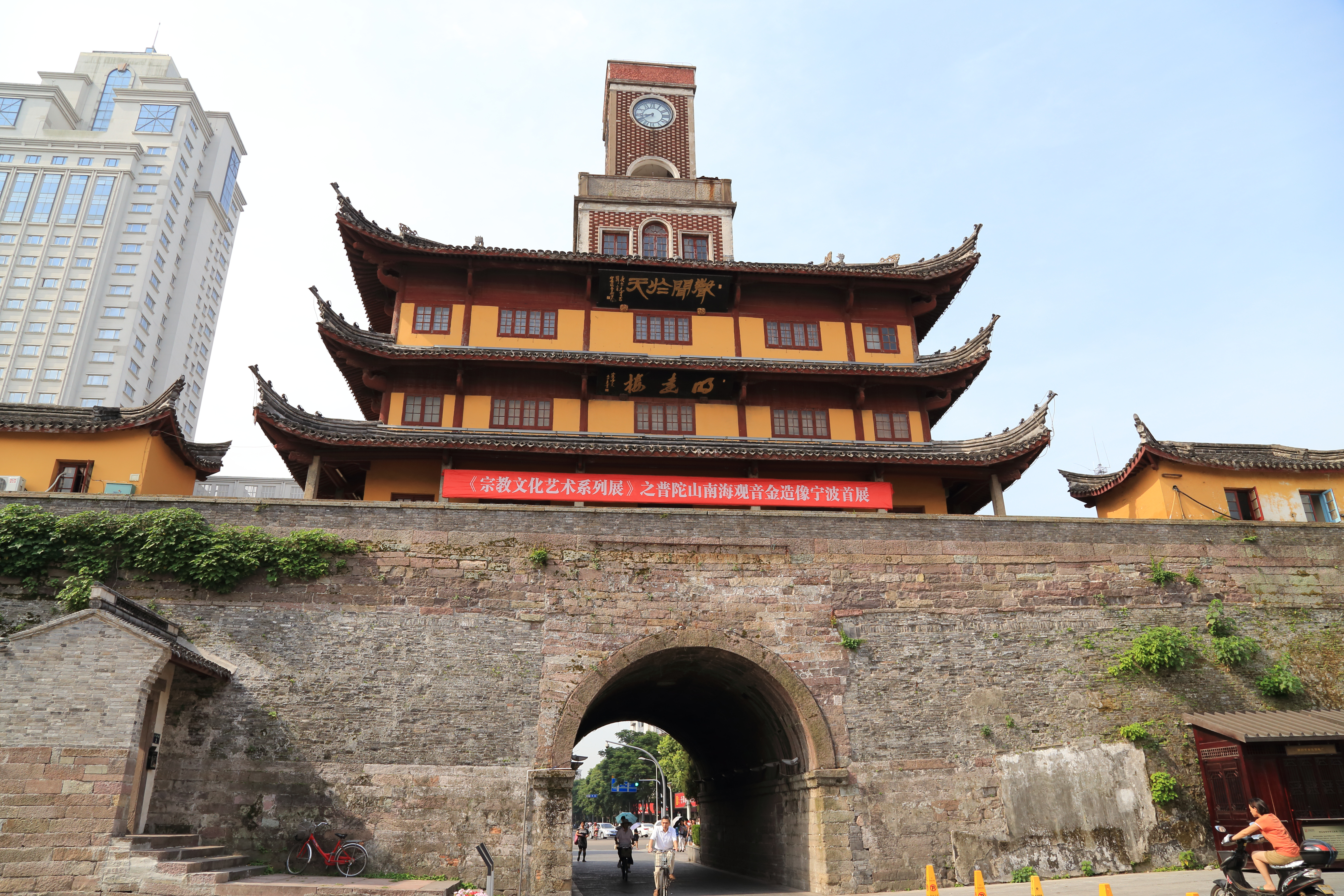
北面
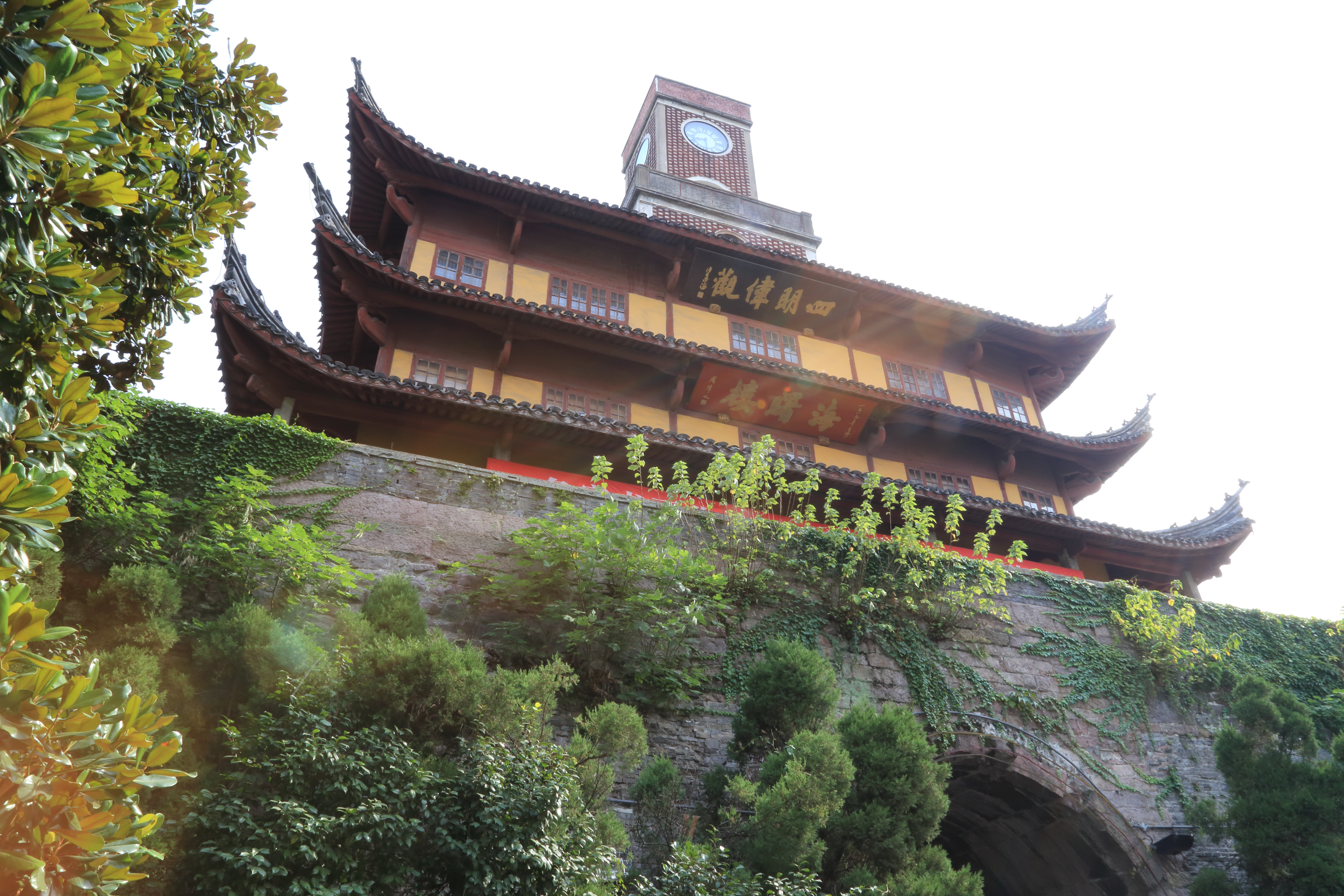
南面
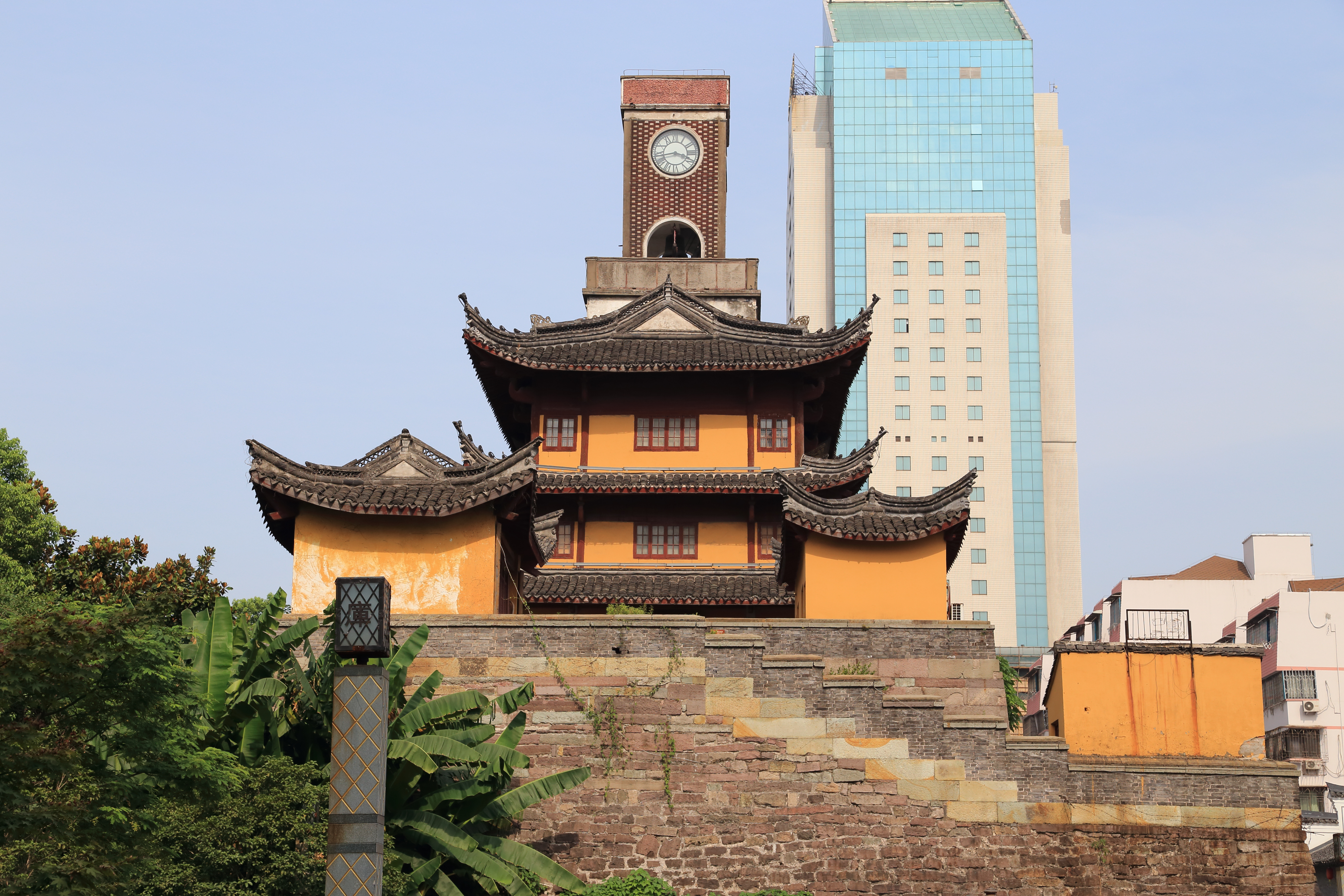
东面